# Privatbrauerei Waldhaus

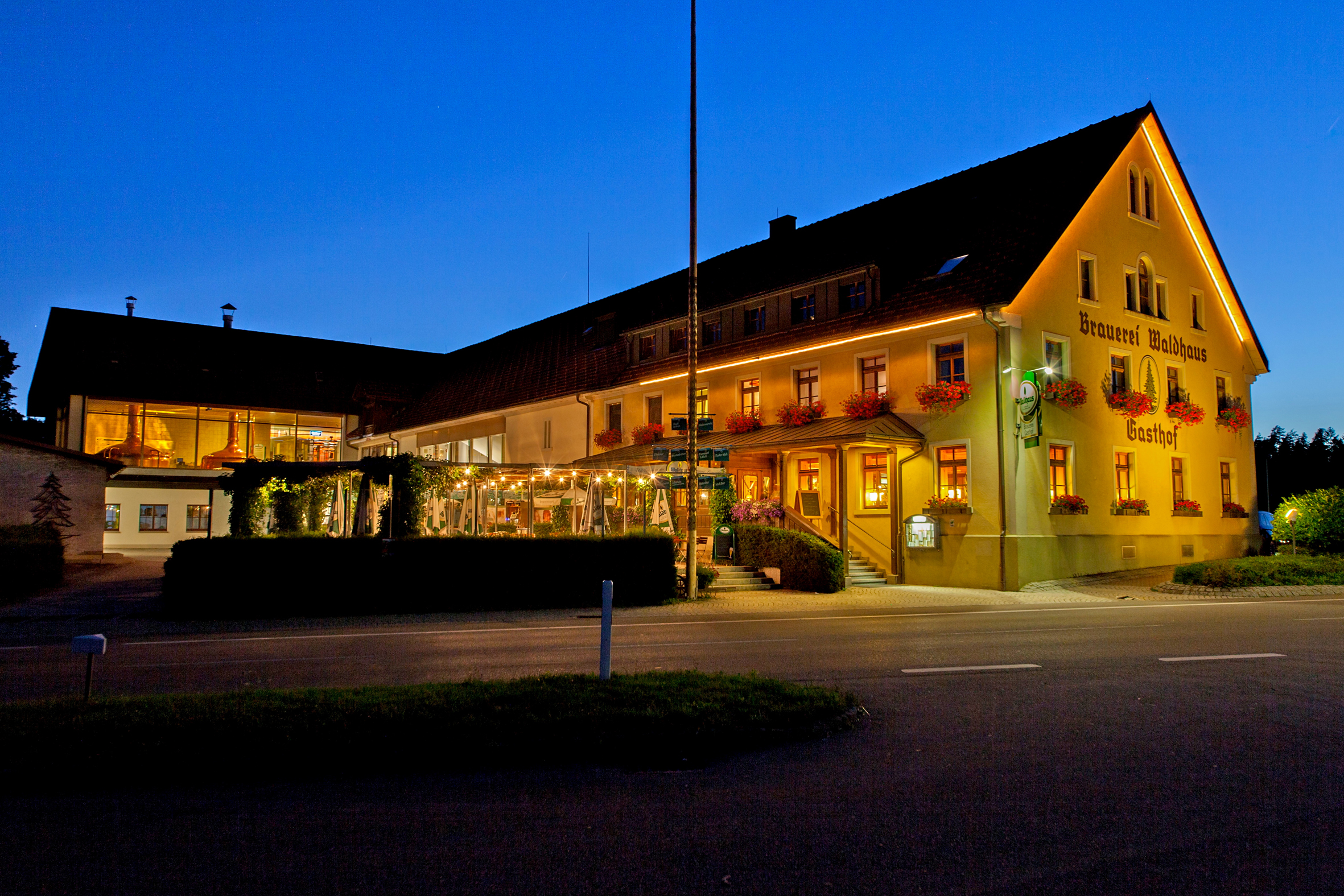
Brauerei, Biergarten & Gasthof

Die Privatbrauerei Waldhaus hat ihren Sitz im gleichnamigen Ort Waldhaus, einem Ortsteil von Weilheim im Schwarzwald, rund 800 Meter über NN. Sie wurde 1833 gegründet und befindet sich bis heute im Privatbesitz. Die Brauerei hat einen Jahresausstoß von etwa 100.000 hl. Ihr angegliedert ist ein Gasthof mit Biergarten.

## Geschichte
1833 kaufte der Altvogt Dietsche aus Remetschwiel das Forsthaus Waldhaus an der Straße Waldshut–St. Blasien und errichtete in diesem Anwesen die Brauerei Waldhaus. 13 Jahre später verlor er die gesamten Gebäude durch einen Brand infolge Blitzschlag. Im selben Jahr begann der Wiederaufbau etwa 200 Meter weiter südlich am heutigen Standort der Privatbrauerei.
1894 erwarb Johann Schmid aus der damals selbstständigen Gemeinde Bannholz die Brauerei mit Gast- sowie Landwirtschaft – damit ist er der Stammvater der Bierbrauerfamilie Schmid; 1939 übergab er seinem ältesten Sohn Friedrich den Betrieb mit damals 3500 hl Jahresausstoß. 1969 übernahm dessen Sohn Helmar Schmid die Brauerei mit 10.000 hl Jahresausstoß; seit 1997 ist dessen Sohn Dieter Schmid Geschäftsführer.
Im Juni 2014 begann der Bau eines 4600 Quadratmeter großen Logistikzentrums mit einem Gesamtvolumen von 50.800 Kubikmetern, im Juli 2015 wurde es in Betrieb genommen und am 18. Oktober des Jahres eingeweiht.
Ein Markenzeichen der Brauerei ist die Verwendung von Naturhopfen anstelle von Hopfenextrakt oder Hopfen-Pellets, was nur rund zwei Prozent aller weiteren deutschen Brauereien ebenso handhaben.
Das Unternehmen ist Mitglied im Wirtschaftsverband Industrieller Unternehmen Baden.

## Produkte (Auswahl)
- Diplom Pils, Diplom Pils alkoholfrei/Hell
- Ohne Filter, Ohne Filter Dunkel, Ohne Filter Extra Herb, Ohne Filter alkoholfrei
- Schwarzwald Weisse, Schwarzwald Weisse Dunkel, Schwarzwald Weisse alkoholfrei
- Sommer Bier, Spezial Gold

In der Privatbrauerei Waldhaus wurde von 2011 bis 2013 auch das Bier der Marke Fucking Hell gebraut.

## Bildergalerie

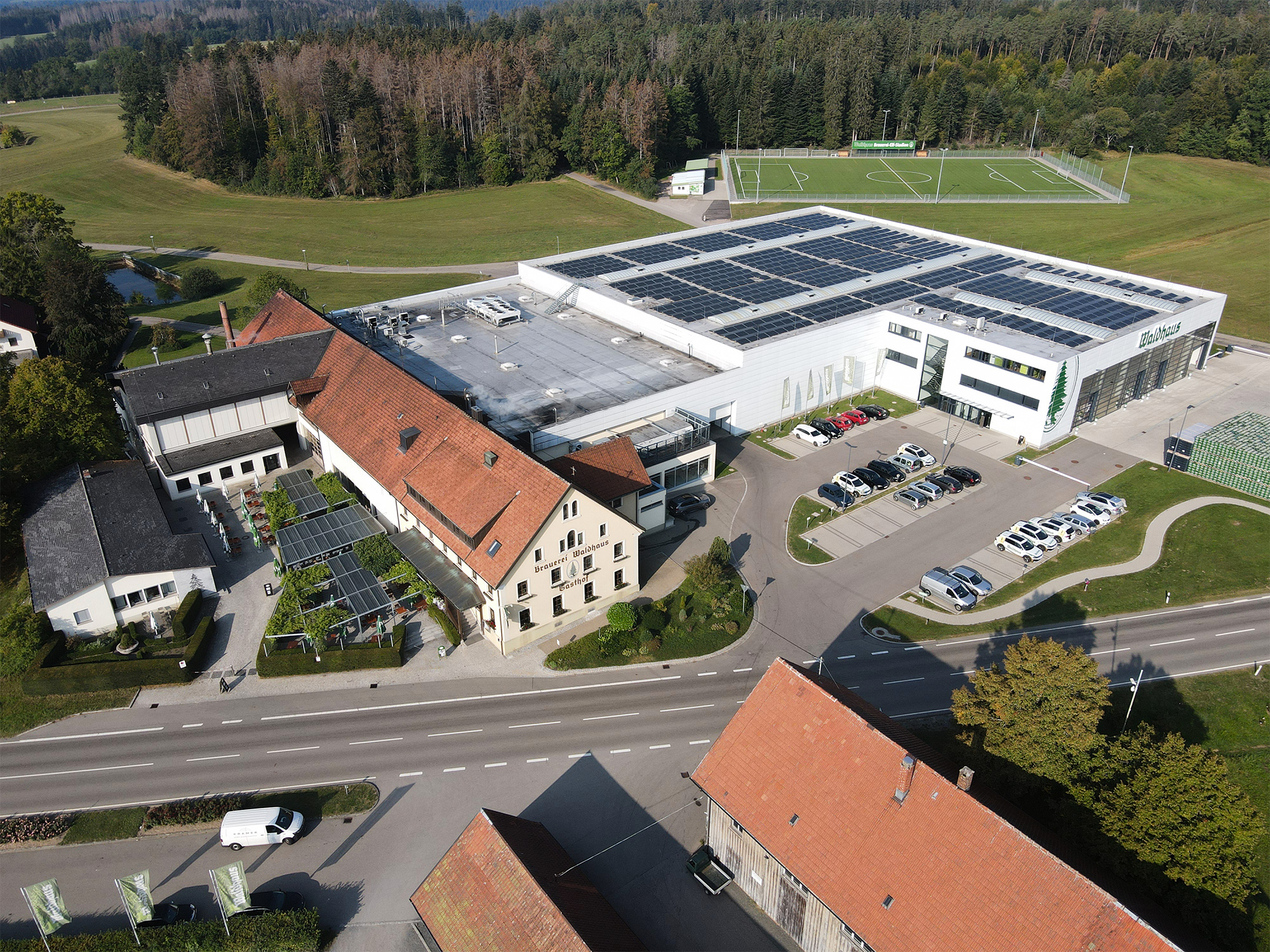
Luftaufnahme der Privatbrauerei Waldhaus aus dem Jahr 2020
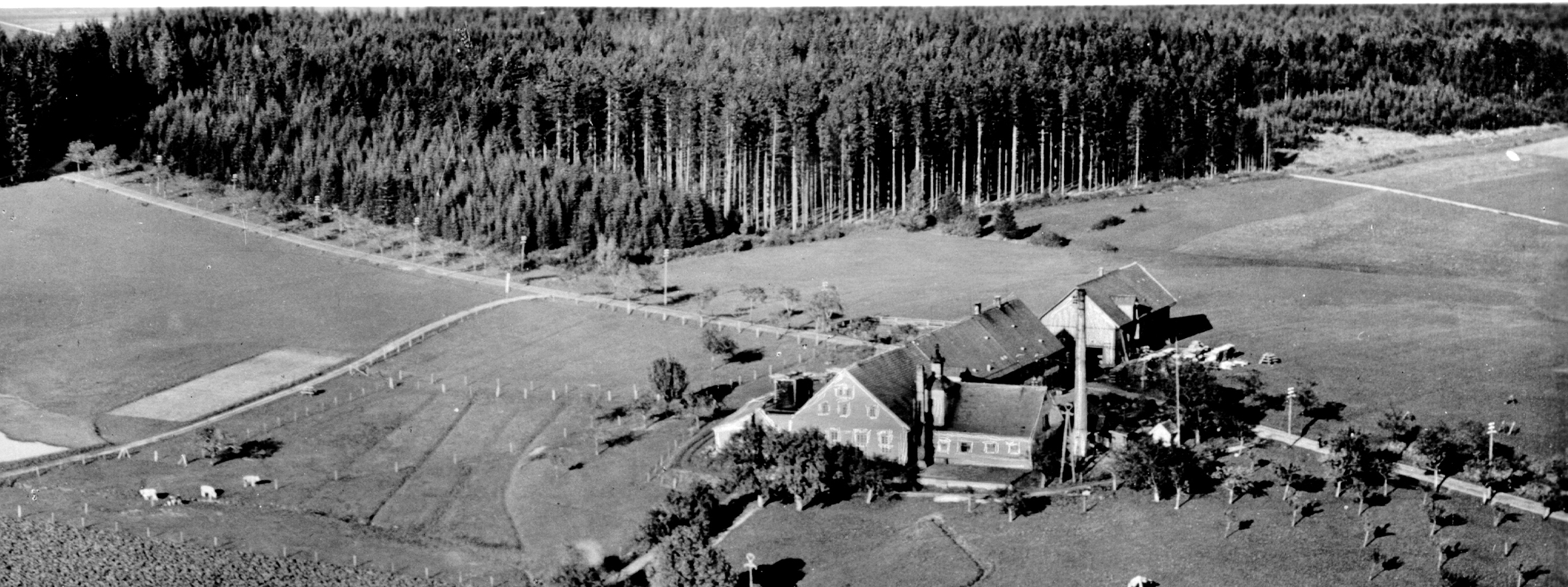
Luftansicht der Privatbrauerei Waldhaus aus dem Jahr 1930
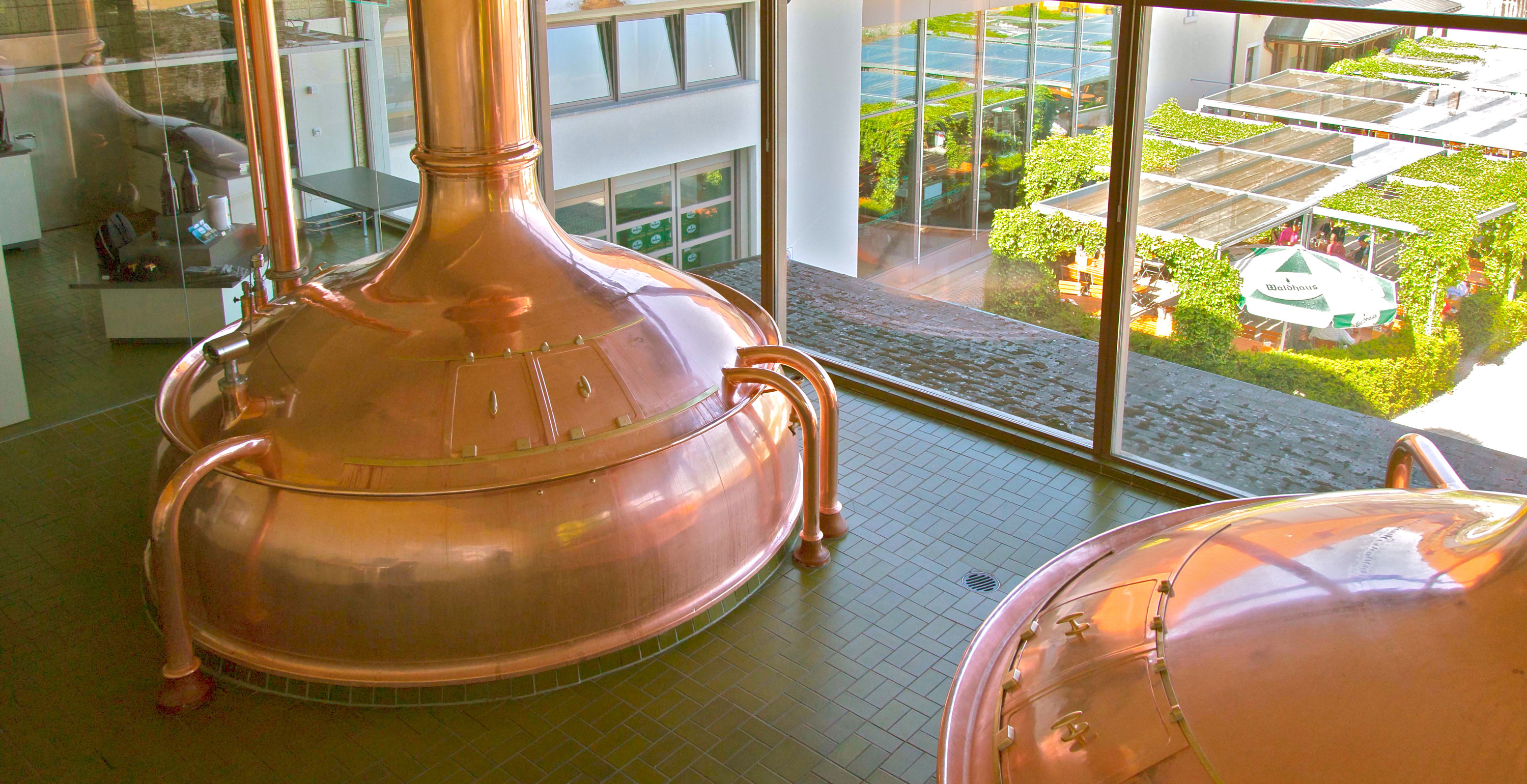
Sudhaus der Privatbrauerei Waldhaus